# كلير لورانس
كلير لورانس هو منتج أسطوانات وملحن كندي، ولد في 1939.

## وصلات خارجية
- كلير لورانس على موقع IMDb (الإنجليزية)
- كلير لورانس على موقع ميوزك برينز (الإنجليزية)
- كلير لورانس على موقع أول ميوزيك (الإنجليزية)
- كلير لورانس على موقع ديسكوغز (الإنجليزية)